# Theotima
Theotima là một chi nhện trong họ Ochyroceratidae.